# Sanomi
Sanomi – utwór belgijskiego zespołu muzycznego Urban Trad, napisany przez założyciela formacji, Yves'a Barbieuxa, w języku sztucznym), nagrany oraz wydany w 2003 roku i umieszczony na trzecim albumie studyjnym grupy pt. Sanomi.

## Historia utworu

### Nagrywanie
Utwór został skomponowany i napisany w 2003 roku przez muzyka i założyciela formacji Urban Trad, Yvesa Barbieuxa, który został także producentem całości we współpracy z Nicolasem Vandoorenem. Za miks utworu odpowiedzialny był Dan Lacksman.

### Konkurs Piosenki Eurowizji 2003
Singiel został wybrany wewnętrznie przez krajowego nadawcę RTBF na reprezentanta Belgii podczas finału 48. Konkursu Piosenki Eurowizji w 2003 roku. Premiera utworu odbyła się 31 marca podczas specjalnej konferencji prasowej zorganizowanej przez stację.
W maju utwór został zaprezentowany jako dwudziesty drugi w kolejności i zajął ostatecznie drugie miejsce z 165 punktami, dwoma punktami straty do zwyciężczyni, Sertab Erener z Turcji. Na konkurs nie pojechała jedna z wokalistek grupy, Soetkin Collier, która została odsunięta z projektu na czas trwania imprezy z powodu swoich nazistowskich poglądów. Pomimo wydania oświadczenia przez wokalistkę, w którym zaprzeczyła oskarżeniom, nie wystąpiła ona na eurowizyjnej scenie.

## Lista utworów
CD Single
1. „Sanomi” – 3:01
2. „Get Reel” – 3:40

## Notowania na listach przebojów
| Kraj              | Lista (2003)   | Miejsce |
| ----------------- | -------------- | ------- |
| Belgia (Flandria) | Top 50 Singles | 3       |
| Belgia (Walonia)  | Top 50 Singles | 3       |